# هیکلینگن
هیکلینگن (به هلندی: Hekelingen) یک منطقهٔ مسکونی در هلند است که در Nissewaard واقع شده‌است. هیکلینگن ۱٬۶۸۰ نفر جمعیت دارد.